# Allende (Coahuila)
Allende ist eine Stadt im mexikanischen Bundesstaat Coahuila.
Die Stadt ist Verwaltungssitz für die umgebende Gemeinde Allende.

## Geschichte
Namensgeber ist Ignacio Allende, ein Held des mexikanischen Unabhängigkeitskrieges. Vor 1832 hieß die Siedlung San Juan de Mata.
Allende wurde am 16. März 1826 per Dekret gegründet. Zunächst wurde der Ort als San Juan de Mata bezeichnet wurde jedoch am 16. März 1832 auf Initiative des späteren Präsidenten der Republik, Don Melchor Múzquiz, zu Ehren von Ignacio Allende umbenannt. Rund einhundert Jahre später erhielt die Ortschaft am 23. Juli 1927 die Stadtrechte. Das Stadtgebiet umfasste eine Fläche von 198,7 Quadratkilometern.

## Geografie
Allende liegt im Norden des Bundesstaates Coahuila an der Carretera Federal 57, etwa 55 km südlich des internationalen Grenzübergangs Piedras Negras, Coahuila. Allende wird durchquert von der Eisenbahnstrecke, welche die Hauptstadt Saltillo im Süden mit der Ciudad Acuña an der Grenze zu den Vereinigten Staaten verbindet.
Im Nordosten von Allende liegt Nava, im Südosten die Ortschaft Villa Unión und südwestlich die Ortschaften Nueva Rosita und Sabinas.